# Lightiella monniotae
Espèce
Lightiella monniotae est une espèce de céphalocarides de la famille des Hutchinsoniellidae.

## Distribution
Cette espèce est endémique de Nouvelle-Calédonie. Elle se rencontre dans l'océan Pacifique Sud.

## Étymologie
Cette espèce est nommée en l'honneur de Françoise Monniot.

## Publication originale
- Cals & Delamare Deboutteville, 1970 : Une nouvelle espèce de Crustacé Céphalocaride de l’hémisphère austral. Comptes rendus hebdomadaires des séances de l'Académie, Paris, sér. D, vol. 270, p. 2444–2447.